# Silenci administratiu
El silenci administratiu és un terme emprat en dret administratiu que atribueix un determinat significat a la manca d'una declaració expressa de voluntat per part de l'administració pública a l'hora de resoldre un expedient administratiu.
La Llei 30/1992 de 26 de novembre de règim jurídic de les administracions públiques i del procediment administratiu comú defineix aquest concepte de forma general, tot i que altres lleis poden concretar-ne l'execució i la tipologia per a un determinat procediment.
El silenci administratiu és una ficció legal que consisteix en el fet que l'ordenament jurídic atribueix un determinat significat a la manca de declaració de voluntat de l'administració pública, que no ha notificat l'acte a l'interessat dins el termini fixat. El silenci administratiu conté dos aspectes fonamentals: l'obligació de dictar i notificar una resolució i el sentit del silenci. El règim jurídic de l'Administració de la Generalitat es regula avui per la Llei 13/1989, del 14 de desembre, d'organització, procediment i règim jurídic de l'Administració de la Generalitat de Catalunya, text que va significar un avenç important respecte a la legislació estatal quant a la regulació del silenci administratiu, atès que, davant la regulació que en feia la Llei de procediment administratiu del 17 de juliol de 1958 aleshores vigent, que establia el silenci administratiu desestimadori o negatiu amb caràcter general, l'article 81 de la Llei 13/1989 va introduir el silenci administratiu estimatori o positiu com a norma general, amb la finalitat d'observar els principis d'eficàcia i celeritat de l'Administració. Posteriorment, la promulgació de la Llei de l'Estat 4/1999, del 13 de gener, de modificació de la Llei 30/1992, del 26 de novembre, de règim jurídic de les administracions públiques i del procediment administratiu comú, va introduir reformes importants amb relació a la regulació del sentit del silenci administratiu. Concretament, l'article 42 de la Llei 30/1992, en la redacció modificada per la Llei 4/1999, estableix l'obligació de l'Administració de dictar resolució expressa dels procediments tramitats i també marca els terminis màxims per a dictar i notificar les resolucions.

## Obligació de dictar i notificar
A efectes generals el silenci és una excepció al correcte funcionament d'una administració, és a dir l'administració té sempre l'obligació de resoldre de manera expressa qualsevol procediment administratiu. És a dir, a prendre una decisió en un termini definit per la llei o el reglament que desenvolupa aquest procediment administratiu. De totes maneres aquesta obligació hi és sempre, fins i tot quan el procediment ja ha conclòs i l'administració no ha tingut l'opció de finalitzar-lo mitjançant una resolució expressa:
- Succeeix quan el transcurs del temps fa inviable l'exercici d'un dret del ciutadà (prescripció).
- Succeeix quan l'interessat renuncia o desisteix.
- Succeeix quan el procediment caduca.
- Succeeix per causa de l'interessat si el procediment és iniciat per ell.
- Succeeix per causa de l'administració si és un procediment iniciat d'ofici (per iniciativa pròpia de l'administració).
- Succeeix quan l'objecte del procediment desapareix

## Sentit del silenci
- Sentit estimatori (silenci positiu): Comporta l'acceptació o afirmació de l'objecte del procediment i té la consideració d'acte administratiu a tots els efectes, pel que la resolució expressa que ha de dictar l'administració de forma obligatòria, només pot confirmar el silenci positiu produït.
- Sentit desestimatori (silenci negatiu): Comporta el rebuig o denegació de l'objecte de procediment i només serveix perquè l'interessat pugui interposar els recursos pertinents. sense tenir la consideració d'acte administratiu i, per tant, la resolució de l'administració pot ser estimatòria.

La norma general, diu que tot silenci administratiu és de caràcter estimatori a excepció dels següents casos segons el que estbleixen l'article 43 de la llei 30/1992 i l'article 54 de la llei 26/2010:
- Quan ho estableixi una norma de la unió europea o una norma amb rang de llei. En aquest sentit, l'administració de la Generalitat, amb la promulgació de la llei 26/2010[3] afegeix que el sentit del silenci serà desestimatòria per raons imperioses d'interès general,
- Quan s'exerciti el dret de petició recollit en l'article 29 de la Constitució Espanyola i desenvolupat per la llei orgànica 4/2001 de 12 de novembre[4] o el dret de petició que recull l'Estatut d'Autonomia de Catalunya en el seu article 29.5.[5]
- Procediments que comportin la transferència de facultats sobre el domini públic o el servei públic.
- Procediments d'ajuts, subvencions o qualsevol tipus de procediment que suposi un cost per a les arques públiques.
- Els recursos administratius, a excepció de si la interposició d'un recurs d'alçada es fa sobre un silenci administratiu, i l'administració no és capaç de resoldre en els tres mesos que té per a resoldre'l. En aquest cas, es consideri que el silenci és positiu i estimatori.
- Els recursos potestatiu de reposició i extraordinari de revisió, i també els altres procediments d'impugnació d'actes i disposicions.
- Els procediments l'estimació de la sol·licitud dels quals pot comportar la concessió d'ajuts i subvencions públiques, i, en general, els procediments que tenen per objecte o es refereixen a la reclamació de quantitats que impliquen el pagament a càrrec de les administracions públiques.
- Procediments de responsabilitat patrimonial.
- Processos de revisió d'actes nuls
- Reclamacions prèvies a la via civil i judicial (demanda judicial contra l'administració fora de la jurisdicció contenciosa administrativa).

A efectes pràctics, la regla general sol ser que el silenci és positiu en els procediments iniciats per l'interessat a excepció dels recursos contra un acte administratiu, ja que així ho especifica la llei, i per regla general sol ser negatiu en els casos en els que l'administració actua d'ofici. Val a dir que l'aplicació de la llei 26/2010 derogava la llei 23/2002 de 18 de novembre que regulava el silenci administratiu a l'administració autonòmica catalana, tot i que mantenia els annexes d'aquesta llei que permeten saber els terminis de diferents procediments administratius.

## Efectes
Els actes administratius obtinguts per silenci administratiu produeixen efectes des de l'endemà del venciment del termini màxim per citar i notificar la resolució expressa sense que aquesta s'hagi produït.